# 52604 Thomayer
52604 Thomayer este un asteroid din centura principală de asteroizi.

## Descriere
52604 Thomayer este un asteroid din centura principală de asteroizi. A fost descoperit pe 5 octombrie 1997 la Observatorul din Ondřejov de Petr Pravec. Asteroidul prezintă o orbită caracterizată de o semiaxă mare de 2,64 ua, o excentricitate de 0,12 și o înclinație de 6,5° în raport cu ecliptica.